# Tornado em Itaqui em 1997
O tornado em Itaqui em 1997 foi uma sequência de acontecimentos iniciados na manhã do dia 28 de outubro. Com ventos estimados em mais de 250 km/h e chuva de granizo, a tempestade feriu 24 pessoas e atingiu cerca de 3 mil imóveis. Grande parte do município ficou sem energia elétrica e aproximadamente 12 mil pessoas ficaram desabrigadas.

## Antecedentes
A região oeste do estado do Rio Grande do Sul estava vivendo uma das piores cheias do Rio Uruguai. Itaqui era a cidade mais atingida pela enchente, 8 mil pessoas estavam desabrigadas, na zona rural, cerca de 4 500 hectares de arroz foram perdidos e as aulas foram suspensas.

## Descrição
Na manhã do dia 28 de outubro, a localidade foi diretamente atingida por uma tempestade violenta acompanhada de um tornado F3, com ventos estimados em mais de 250 km/h e granizo.
Todos os postes de energia elétrica do município foram derrubados, engenhos de arroz foram destruídos, cerca de 200 casas foram totalmente destruídas e 3 mil foram destelhadas. O município ficou totalmente incomunicável.
Pelo menos 24 pessoas ficaram feridas, mas nenhum óbito foi registrado.[carece de fontes?]

### Reações
O presidente, Fernando Henrique Cardoso, e o governador do Rio Grande do Sul, Antônio Britto, telefonaram para o prefeito José Silas Goulart para se informar sobre o acontecimento.